# Le stagioni di Louise
Le stagioni di Louise (Louise en hiver) è un film del 2016 scritto e diretto da Jean-François Laguionie.

## Trama
Alla fine dell'estate, l'ultimo treno della stagione parte dalla località balneare di Biligen lasciando dietro di sé Louise, tenera vecchina. La città è ormai deserta e Louise si trova completamente sola, fatta eccezione per il cane Pepe. In un contesto che si fa sempre più surreale, Louise torna a rivivere la sua infanzia e i momenti più significativi della sua vita (il trasferimento dalla nonna durante la seconda guerra mondiale, i primi amori, eccetera...), rileggendoli con occhi nuovi.

## Colonna sonora
Le tracce strumentali sono state composte da Pierre Kellner (piano), Pascal Le Pennec (orchestra e cori) ed eseguite dall'Orchestre symphonique de Bretagne.

## Distribuzione
In Francia il film è stato presentato in anteprima mondiale il 16 giugno 2016 al Festival internazionale del film d'animazione di Annecy e distribuito  nei cinema dal 23 novembre successivo. In Italia è stato presentato prima nella selezione ufficiale all'11ª edizione del Festival del Cinema di Roma in collaborazione con Alice nella città, e poi distribuito da I Wonder Pictures in sala dal 22 dicembre, con i dialoghi adattati da Andrea Romeo (poi revisionati da Elisa Palagi e Piera Degli Esposti) e la direzione del doppiaggio  (effettuato presso lo Studio Arkì) di Teo Bellia.

## Riconoscimenti
- 2016 - Ottawa International Animation Festival
  - Miglior film animato[5]
- 2016 - Festival internazionale del cinema di San Sebastián
  - Candidatura per il Premio Zabaltegi-Tabakalera[6]
- 2016 - Sitges - Festival internazionale del cinema fantastico della Catalogna
  - Candidatura per il miglior film animato
- 2017 - European Film Awards
  - Candidatura per il miglior film d'animazione[7]
- 2017 - Premio Lumière
  - Candidatura per il miglior film d'animazione[8]
- 2017 - Tromsø International Film Festival
  - Candidatura per il Premio Aurora[9]
- 2017 - Monstra Festival
  - Premio Speciale della Giuria[10]